# 名古屋市立野跡小学校
名古屋市立野跡小学校（なごやしりつ のせきしょうがっこう）は、名古屋市港区野跡一丁目にある公立小学校。

## 歴史
1975年（昭和50年）に名古屋市立港西小学校汐止分校として設置された。翌年、同じく港西小学校の分校であった稲永分校が名古屋市立稲永小学校として分離独立した際に、同校に移管され稲永小学校汐止分校となった。独立したのは1977年（昭和52年）4月になってからのことで、このときに名古屋市立野跡小学校の名称となった。2019年（令和元年）には、児童数減少による小規模校を解消するため、稲永小学校との統合が検討された結果、名古屋市教育委員会は両校の統合を決定した。

### 児童数の変遷
『愛知県小中学校誌』（2018年）によると、児童数の変遷は以下の通りである。
| 1977年（昭和52年） | 567人 |  |
| 1987年（昭和62年） | 250人 |  |
| 1997年（平成9年）  | 165人 |  |
| 2007年（平成19年） | 304人 |  |
| 2017年（平成29年） | 229人 |  |

## 通学区域
所管する名古屋市教育委員会は、2018年（平成30年）9月1日現在、港区のうち、金城ふ頭一丁目・金城ふ頭二丁目・金城ふ頭三丁目・汐止町・空見町・野跡一丁目・野跡二丁目・野跡三丁目・野跡四丁目・野跡五丁目の全域を通学区域として指定している。
また、卒業後の進学先は名古屋市立港南中学校となっている。
学区は北部の新田開発により拓かれた地域と南部の埋立地にわかれ、埋立地は造成時期により十二号地・十一号地・十三号地となっている。学区人口の大半は十二号地にある公営住宅に集中しており、十一号地は重化学工業地域、十三号地は金城ふ頭の愛称が与えられているエリアで住宅は存在しない。

## 交通アクセス
名古屋市営バス野跡小学校停留所が最寄りバス停である。

### WEB
1. 1 2  名古屋市教育委員会事務局総務部企画経理課企画統計係 (2018年9月18日). “港区の小・中学校一覧”.   名古屋市. 2018年11月14日閲覧。
2. ↑  “野跡小学校と稲永小学校の統合に向けた取り組みについて”.   名古屋市 (2023年10月17日). 2024年2月18日閲覧。
3. ↑  名古屋市教育委員会事務局総務部教育環境計画室計画係 (2018年9月1日). “名古屋市立小・中学校の通学区域一覧（港区）” (PDF).   名古屋市. 2018年11月15日閲覧。
4. ↑  名古屋市教育委員会事務局総務部教育環境計画室計画係 (2018年4月1日). “名古屋市立中学校区一覧（小→中）” (PDF).   名古屋市. 2018年11月14日閲覧。

### 書籍
1. 1 2  港区制施行五十周年記念事業実行委員会 1987, p. 393.
2. ↑  港区制施行五十周年記念事業実行委員会 1987, p. 395.
3. ↑  六三制教育七十周年記念 愛知県小中学校誌 合同記念誌編集特別委員会 2018, p. 241.
4. 1 2  港区制施行五十周年記念事業実行委員会 1987, pp. 542–543.